# Шипіцино (Венгеровський район)
Шипіцино (рос. Шипицыно) — село у Венгеровському районі Новосибірської області Російської Федерації.
Входить до складу муніципального утворення Шипіцинська сільрада. Населення становить 405 осіб (2010).

## Історія
Згідно із законом від 2 червня 2004 року органом місцевого самоврядування є Шипіцинська сільрада.

## Населення
| 2002 | 2007 | 2010 |
| ---- | ---- | ---- |
| 629  | ↘466 | ↘405 |